# Channel Zero (Canada)
Pour les articles homonymes, voir Channel Zero (homonymie).
Channel Zero est un diffuseur canadien indépendant de services télévisés, groupe de médias et de distribution de courts métrages.
Son siège social est situé à Toronto, Ontario.

## Activités

### Télévision conventionnelle
Le 31 août 2011, Channel Zero a fait l'acquisition de ces stations de Canwest :
- CHCH-DT Hamilton, diffuse des nouvelles durant la journée et des films/émissions américaines en soirée.
- CJNT-DT Montréal, diffusait des vidéoclips et des émissions multiculturelles durant la journée, et des films étrangers et émissions américaines en soirée. Elle a été vendue à Rogers Media en 2013 et affiliée à Citytv.

La programmation de soirée de CHCH se retrouve aussi sur la station indépendante CHEK-DT Victoria. Les deux stations Joytv (CHNU-DT Surrey et CIIT-DT Winnipeg) diffusent aussi les émissions d'affaires publiques tels que 20/20 et 60 Minutes acquises par CHCH.

### Télévision spécialisée
- Rewind (anciennement Movieola), canal de films des années 1980 et 1990.
- Silver Screen Classics, canal de films classiques des années 1930 aux années 1960.
- Fight Now TV, chaîne sportive américaine axée sur les sports de combats.

Channel Zero a aussi des parts dans 3 chaînes spécialisées pour adultes:
- AOV Adult Movie Channel
- XXX Action Clips Channel
- Maleflixxx Television

Les équipements de diffusion de Channel Zero sont aussi utilisés pour la chaîne Fight Network, propriété de Fight Media Inc.

### Distribution
Ouat Media est une compagnie spécialisée dans la distribution internationale de courts métrages sur de multiples plateformes.